# Alain Satié
 (août 2011).
Si vous disposez d'ouvrages ou d'articles de référence ou si vous connaissez des sites web de qualité traitant du thème abordé ici, merci de compléter l'article en donnant les références utiles à sa vérifiabilité et en les liant à la section « Notes et références ».
Alain Satié est un peintre et sculpteur français né le 20 janvier 1944 à Toulouse et mort le 6 février 2011 à Paris.

## Biographie
Après des études techniques, il s'inscrit à l'école des Beaux-arts de Toulouse. Plus tard, il s'installe à Paris où il rallie le mouvement lettriste, en 1964.
Peintre, écrivain, architecte, photographe, poète et critique, Alain Satié a également enseigné l'histoire de l'art à l'Université Léonard de Vinci créée en 1980 par Isidore Isou.
L'ensemble de ses travaux a fait l'objet de plusieurs thèses d'État : notamment de Marie-Hélène Montbazet, Exposé sur les créations de Alain Satié, en 1991, dans le cadre d'un DEA en Histoire de l'art, à la Sorbonne et de Sami Sjöberg, Alain Satien : hypergrafiikkaa teoksessa Écrit en prose, 2003, en Finlande ; puis, d'une manière collégiale de Andri Gerber (Suisse), de Ilana Vardy (USA) et de Patricia Byrs-Lasquier (France) in L'étude de la couleur et du clair-obscur dans trois œuvres du Caravage à la lumière d'une résurgence contemporaine : une série lettriste d'Alain Satié, De l'indicible à la preuve.

## Expositions récentes
- 2001 La Grange, USA, Lamar Dodd Art Center, Contemporary Paintings from the French lettriste Movement

Milledgeville, USA, The Blackbridge Hall Gallery, Letterism : The conjonction of writing and Art
- 2002 Lille, Galerie Delerive, Autour du Surréalisme

Lille, Galerie Delerive, D'autres réalités
Verderonne, Centre artistique de Verderonne, L'artiste et le végétal
- 2003 Saint-Étienne, Musée d'Art Moderne de Saint-Étienne Metropole, Après la fin de l'art 1945-2003

Paris, Galerie Sauveur Bismuth, Motifs sous transparence
Toulouse, Galerie ArtCircuit, Un ensemble lettriste
Lille, Galerie Delerive, Œuvres anciennes et récentes
- 2004 Paris, Librairie La Hune, Autour d'un système fédératif... [FIAC]  Paris expo

Mimizan, Intervention de Alain Satié sur le site du mur de l'Atlantique
Statesboro, USA, Galerie 303 - Georgia Southern University, Lettrist Photography
Paris, Bibliothèque Forney, Métamorphoses du Livre
Brescia, Studio Brescia Arte Contemporanea, Poesia Totale
- 2005 Paris, Librairie / Galerie Nicaise, Alphabets d'artistes des XXe et XXIe siècles

Paris, Galerie Analogue, Jeux de lumière
E.T. Galerie, L'Art de Woodie Roehmer
Libourne, Galleria Peccolo, Lettrismo e situazionismo
Pékin, Chine, Chaoyang Park, Nell'arte grafica contemporanea
- 2006 Site alainsatie.com, Le dialogue ouvert, photographies sonores

Pékin, Chine, Mostra dei Manifesti
Gênes, Studio B2, Opere Lettriste
- 2007 Toulouse, D'un Coup de dés... l'espace du poème depuis Mallarmé [Le printemps des poètes]  Bibliothèque d'étude et du patrimoine
- 2010, Alain Satié, Palazzo Bertalazzone (comm. Frédéric Acquaviva et Fabio Freddi), Turin
- 2011, Alain Satié, La dynamique évolutive du roman, (comm. Frédéric Acquaviva), Galerie Satellite, Paris
- 2012, Bientôt les lettristes', (comm. Frédéric Acquaviva et Bernard Blistène), Passage de Retz, Paris
- 2015, OU:UR:SOURCE, (comm. Frédéric Acquaviva), La Plaque Tournante, Berlin
- 2015, Broutin, step by step the non-painter grazes, (comm. Frédéric Acquaviva), La Plaque Tournante, Berlin
- 2016, Body Body, (comm. Frédéric Acquaviva), La Plaque Tournante, Berlin

## Publications récentes
- Édition NIALA
  - Autour d'un système fédératif, de la nécessité d'identifier l'art contemporain, 2004
  - Perception de l'esthétique de la lumière dans la peinture contemporaine, 2005
  - Mémoire sur un panégyrique faussé, 2006
- Édition Jean-Paul Rocher
  - Les avant-gardes retrouvées en peinture : 1999
  - La plastique lettriste : un art contemporain, vivant et durable in La peinture lettriste, 2000
  - Du Caravage à Rembrandt, 2002
  - Le lettrisme, la création ininterrompue, 2003
  - Mise en doute de l'empreinte ou Le scénario du dernier film possible, 2001
  - Un coup de dés, bien ou mal armé, jamais n'abolira le hasard, 2001
  - Réflexions sur le Carré blanc sur blanc de Malevitch et sur l'œuvre imaginaire, vierge d'intervention, d'Isidore Isou, 2000
  - La Cène (en scène), 2009
  - Autour et détours du portrait, 2009
- Éditions AcquAvivA
  - Pour un avenir meilleur', ' Paris, 2010
- Collection Acquaviva / Éditions Derrière la Salle de Bains
  - Images à lire, Rouen, 2009